# Stożkówka gnojowa

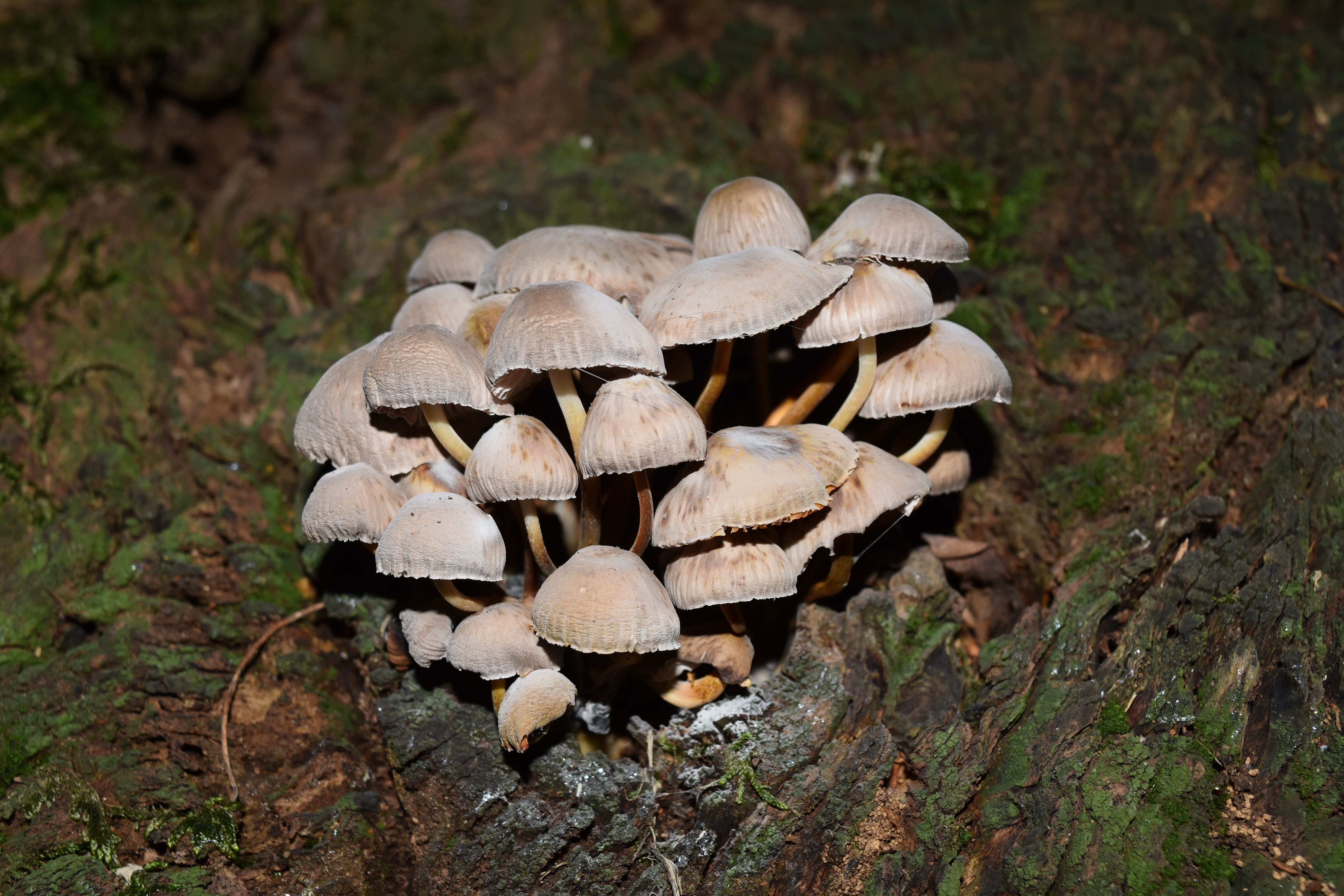

Stożkówka gnojowa (Conocybe rickenii (Jul. Schäff.) Kühner) – gatunek grzybów z rodziny gnojankowatych (Bolbitiaceae).

## Systematyka i nazewnictwo
Pozycja w klasyfikacji według Index Fungorum: Conocybe, Bolbitiaceae, Agaricales, Agaricomycetidae, Agaricomycetes, Agaricomycotina, Basidiomycota, Fungi.
Po raz pierwszy zdiagnozował go w 1930 r. Julius Schäffer nadając mu nazwę Galera rickenii. Obecną, uznaną przez Index Fungorum nazwę nadał mu Robert Kühner w 1935 r.
Synonimy:
- Conocybe siliginea f. rickenii (Jul. Schäff.) Arnolds 2003
- Galera rickenii Jul. Schäff. 1930[2].

Nazwę polską zaproponował Władysław Wojewoda w 2003 r.

## Morfologia
Kapelusz
Średnica 1–2,5 cm, kształt dzwonkowaty lub stożkowaty. Powierzchnia gładka, matowa, jasnoochrowa, czasami w środku bardziej szara.
Blaszki
Przyrośnięte, początkowo ochrowe, potem od zarodników ciemniejące do rdzawoochrowych.
Trzon
Wysokość 4–7 cm, grubość do 2 mm. Powierzchnia gładka, początkowo kremowa, potem brudnobrązowa.
Cechy mikroskopowe
Zarodniki o kształcie od elipsoidalnego do owalnego i rozmiarach 0–20 × 6–12 μm. Podstawki 2-zarodnikowe.

## Występowanie i siedlisko
Znane jest występowanie stożkówki gnojowej w Ameryce Północnej, Europie, Australii, Nowej Zelandii i Maroku. W Polsce rozprzestrzenienie i częstość występowania nie są znane, w piśmiennictwie naukowym do 2003 r. podano 7 stanowisk.
Występuje w lasach, parkach, ogrodach, na łąkach, pastwiskach, przy drogach. Owocniki wytwarza od lipca do listopada. Rozwija się na odchodach, zwłaszcza końskich, oraz w kompoście.
Saprotrof, grzyb koprofilny, grzyb niejadalny.